# NGC 3341
NGC 3341 (również PGC 31915 lub UGC 5831) – galaktyka znajdująca się w gwiazdozbiorze Sekstantu. Odkrył ją Albert Marth 22 marca 1865 roku.